# 秦岭火绒草
秦岭火绒草（学名：Leontopodium giraldii）为菊科火绒草属下的一个种。

## 扩展阅读
- 維基物種上的相關：秦岭火绒草